# Карабелла, Джованни Франческо
Джованни Франческо Карабелла (итал. Giovanni Francesco Carabella, иногда Джон Карабелла, англ. John Carabella; 1885, Рим — 17 февраля 1962, Олбани, США) — американский дирижёр и композитор итальянского происхождения.
Учился в римской Консерватории Святой Клары под руководством Пьетро Масканьи, с которым переписывался вплоть до смерти последнего в 1945 г., а затем в Неаполитанской консерватории, которую окончил в 1907 г. Преподавал музыку в бенедиктинском монастыре Монте-Кассино под Римом, а затем в католической семинарии Святого Иосифа близ Нью-Йорка. С 1927 г. занял место хормейстера и органиста в церкви Святой Марии в Олбани. В 1931 г. основал Народный оркестр Олбани (ныне Симфонический оркестр Олбани) и был его первым главным дирижёром. 2 мая 1939 г. дал с оркестром прощальный концерт (в ходе которого в скрипичном концерте Венявского солировал Самуил Душкин). В последующие годы Карабелла преподавал в Олбани и его окрестностях, а 10 ноября 1955 г. принял участие в праздничном концерте юбилейном концерте оркестра, продирижировав своей симфонической поэмой «Хелдербергские горы» (англ. The Helderbergs; 1934).